# Jean-François Tournon
Jean-François Tournon (Bois-Colombes, 6 agosto 1905 – Bois-Colombes, 14 aprile 1986) è stato uno schermidore francese, vincitore di una medaglia di bronzo nella scherma ai giochi olimpici.